# Walenty Bartoszewicz
Walenty Bartoszewicz (ur. 14 lutego 1922 w Krzywiniu, zm. ?) – polski działacz partyjny i inżynier leśnik, podsekretarz stanu w Ministerstwie Leśnictwa i Przemysłu Drzewnego (1966–1975), dyrektor naczelny Lasów Państwowych (1974–1975).

## Życiorys
Syn Franciszka i Marii. W 1939 ukończył liceum ogólnokształcące w Kościanie, od grudnia 1939 do stycznia 1940 przetrzymywany przez Niemców w Buczynie Dworskim. W latach  Był praktykantem w nadleśnictwie Glina (1941–1942) i nadleśnictwie w Ostrowcu Świętokrzyskim (1944) oraz leśniczym nadleśnictwa Zielona na Śląsku (1945–1951). Studiował na Politechnice Lwowskiej (1943–1944) i Uniwersytecie Poznańskim (1946–1948), na drugiej z uczelni uzyskał tytuł magistra inżyniera leśnictwa w 1949. Od 1951 do 1961 nadleśniczy nadleśnictwa Kobiór, następnie do 1966 dyrektor Okręgowego Zarządu Lasów Państwowych w Lublinie. Był także myśliwym i do 1966 członkiem  Wojewódzkiej Rady Łowieckiej w Lublinie.
W 1955 wstąpił do Polskiej Zjednoczonej Partii Robotniczej. Pomiędzy 1956 a 1961 członek Komitetu Powiatowego PZPR w Pszczynie, a od 1964 do 1966 członek Komitetu Wojewódzkiego PZPR w Lublinie. Od czerwca 1966 do maja 1975 podsekretarz stanu w Ministerstwie Leśnictwa, ponadto od stycznia 1974 dyrektor naczelny Lasów Państwowych. Następnie został skierowany na emeryturę.